# Rob Goris
Rob Goris (* 15. März 1982 in Herentals; † 5. Juli 2012 in Honfleur, Frankreich) war ein belgischer Eishockeyspieler und Straßenradrennfahrer.

## Karriere

### Eishockey
Rob Goris begann seine Karriere als Eishockeyspieler beim HYC Herentals, für dessen erste Mannschaft er von 1998 bis 2003 in der belgischen Eishockeyliga aktiv war. Mit der Mannschaft gewann er 2002 erstmals den belgischen Meistertitel sowie in den Jahren 1999, 2000 und 2003 jeweils den belgischen Pokalwettbewerb. Von 2003 bis 2005 spielte er für Herentals Ligarivalen Olympia Heist op den Berg, mit dem er 2004 ebenfalls Meister wurde. Zuletzt spielte er von 2005 bis 2009 erneut für den HYC Herentals, mit dem er 2009 zum insgesamt dritten Mal Belgischer Meister wurde.

#### International
Für Belgien nahm Goris an der Weltmeisterschaft der Division I 2004 sowie den Weltmeisterschaften der Division II 2005 und 2006 teil.

### Radsport
Rob Goris gewann in der Saison 2009 unter anderem ein Rundstreckenrennen in Zele und das Eintagesrennen Meer-Hoogstraten. Des Weiteren wurde er Vierter bei Puurs-Kalfort und Fünfter bei Booischot-Pijpelheide. 2010 fuhr er für das belgische Continental Team Palmans-Cras. In seinem ersten Jahr dort konnte er den Antwerpse Havenpijl für sich entscheiden. Außerdem wurde er belgischer Meister im Straßenrennen der Elitefahrer ohne Vertrag. Zuletzt fuhr er für das belgische Team Verandas Willems.

#### Teams
- 2010: Palmans-Cras
- 2011: Veranda’s Willems-Accent
- 2012: Accent Jobs-Willems Veranda’s

## Privates und Tod

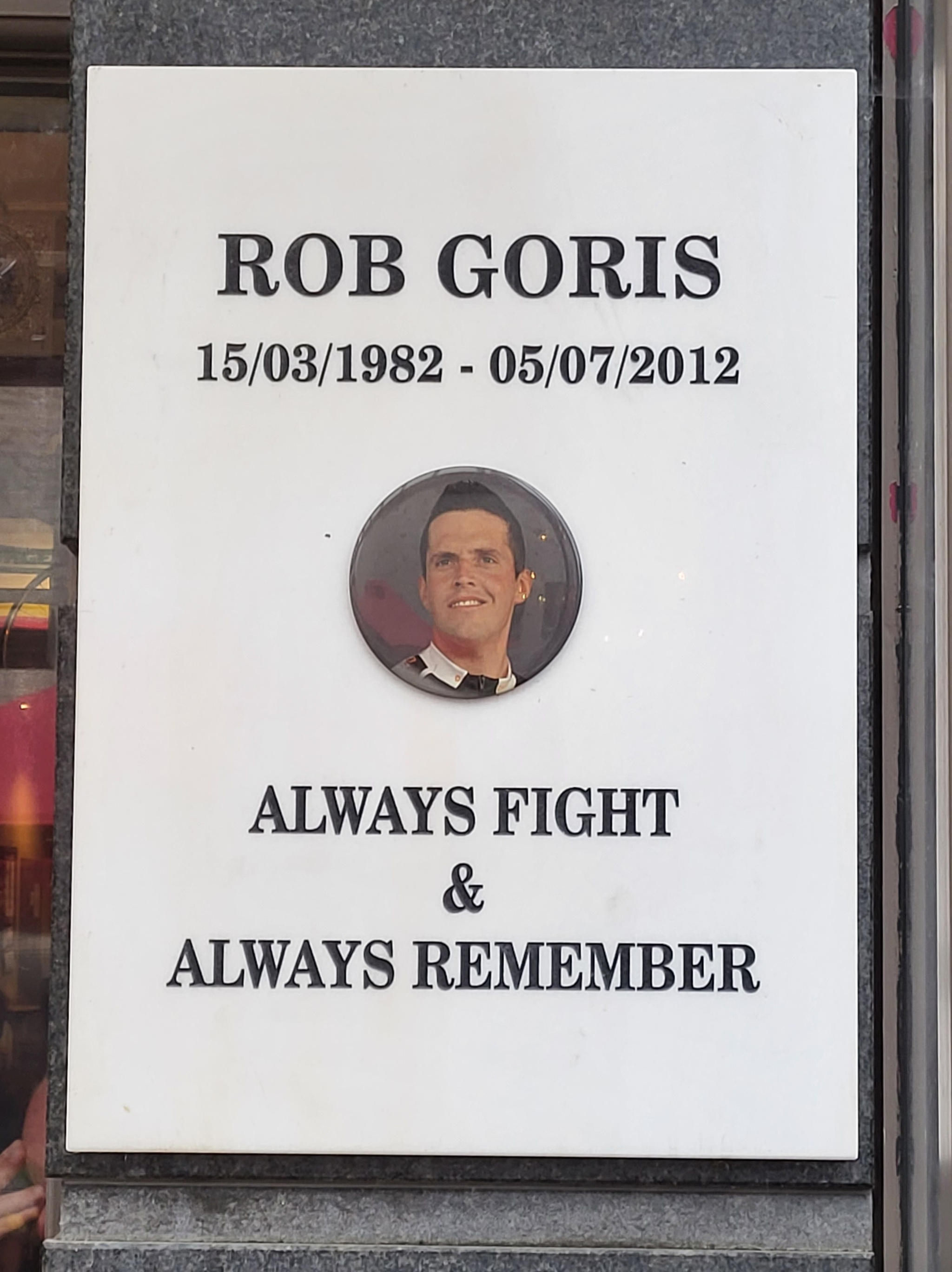
Gedenktafel Rob Goris in Herentals

Goris lebte mit der Radsportlerin Katrien Van Looy, Enkelin des Straßenweltmeisters Rik Van Looy, zusammen.
Während der Tour de France 2012 waren Goris und seine Freundin am Abend des 4. Juli in der Fernsehsendung Vive le Vélo zu Gast. Goris erlag in der folgenden Nacht in einem Hotel im französischen Honfleur einem Herzinfarkt. Eine Gedenktafel an einem Café am Marktplatz von Herentals erinnert an ihn.

## Erfolge und Auszeichnungen

### Eishockey
- 1999: Belgischer Pokalsieger mit HYC Herentals
- 2000: Belgischer Pokalsieger mit HYC Herentals
- 2002: Belgischer Meister mit HYC Herentals
- 2003: Belgischer Pokalsieger mit HYC Herentals
- 2004: Belgischer Meister mit Olympia Heist op den Berg
- 2009: Belgischer Meister mit HYC Herentals

### Radsport
2010
- Antwerpse Havenpijl
- Belgischer Meister – Straßenrennen (Amateure)